# 野田親孝
野田 親孝（のだ ちかたか）は、江戸時代後期の盛岡藩家老。高知衆（藩内高知の家柄）の一人。初代岩手県権大参事。

## 生涯
野田氏は南部氏の一族である一戸氏の流れを汲む一族で、親孝の家系は野田氏の嫡流で1000石の領地を持つ高知の家柄であった。兄の早世により若くして跡を継いだ親孝は家老に上げられ、戊辰戦争の際は官軍側に付く事を主張した東政図の側に付き、奥羽越列藩同盟に参加しての抗戦を主張した楢山佐渡と対立した。盛岡藩が戦争に敗れると、当時藩主であった南部利恭がまだ幼かったため親孝ら重鎮家老が敗戦処理を取り仕切った。
新政府から利恭の盛岡復帰が認められ一時的に盛岡藩（版籍奉還後の府藩県三治制下）が復活した際は藩の権大参事を務め、大参事であった東政図を補佐して難局にあたった。その後利恭が知藩事を辞任した後は政図と共に盛岡県大参事に任命され、引き続き各種の事務処理を行った。明治4年（1871年）11月2日に第1次府県統合が行われるのに伴い島惟精が県参事として赴任すると、親孝は県権参事に任命された。
しかし島を始めとする政府側の派遣した官僚達とは軋轢を生じることとなる。新任官僚達に旧藩時代からの負債額の不正を指摘されこれが検察に送られると、旧藩時代からの高官は悉く追放されることとなる。親孝もその責任者として、明治5年（1872年）6月12日に罷免され、以後、県政から遠ざけられることとなった。